# ネオ・スターリニズム
ネオ・スターリニズム(英：Neo-Stalinism)は、
1. 非スターリン化後（1960年代後半以降）のソ連他の社会主義諸国において生じた、スターリンを部分的にせよ再評価する動き、また政治体制・政策・党組織論における、スターリン時代への回帰を思わせる保守的な動きの総称。本項目ではこちらを主に取り上げる。非スターリン化そのものを「修正主義」として拒否し、「反修正主義」を自任してスターリンを公然と支持した諸国の体制[1]は、これとは区別される。
2. ソビエト連邦の崩壊後に生じた政治的諸傾向のうち、スターリンとその体制に肯定的な主張・運動・組織の総称。#ソビエト連邦崩壊後の動向で詳述。

## 総論
ネオ・スターリニズムをどう評価するかは、「スターリニズム」そのものの評価に深くかかわっている。非スターリン化後もソ連型社会主義（中国その他を含む）のスターリニズムとしての本質は変わっていないとする、反スターリニズムのもっとも徹底した立場、また逆の、非スターリン化後のソ連他の路線・体制を一律に「修正主義」とする反修正主義の立場にとっては、「ネオ・スターリニズム」という用語自体が意味をなさない。共産主義ないしマルクス・レーニン主義の国家体制をトータルに否定するアナーキズムや反共主義の立場からの評価も、結論としては同様のものである。
また、この時代の「ネオ・スターリニズム」は当事者にとって自覚的な思想体系ではなく、むしろさまざまな現象やその背景にある構造への外部からの評価であることも大きな特徴である。彼ら（当該国の政治的指導層）にとって、自らの思想体系はマルクス・レーニン主義であり、それはスターリンの個人的な誤りがあったがその後原則を回復し、自分たちはその正統な後継者と位置付けられる。この点、エンヴェル・ホッジャが「我々はスターリン主義者と呼ばれることを誇りに思っている。」と喝破したように、同時期の反修正主義者や、ソ連崩壊後に「ネオ・スターリニズム」と呼ばれる一派が、スターリンを自らの思想体系の不可分の一部としているのとは大きく異なっている。
現象面では、次のような特徴が指摘される。
- 国家元首・党指導者・首相に異なる人物が就く「集団指導体制」の原則が強調されていたが、党指導者が他の2職のうちいずれかまたは双方を兼任する傾向が強まる。
- 党組織においては、1940～50年代に共産党が社会党・社会民主党を吸収合併し「労働党」などと改称したヘゲモニー政党の党名が、再び「共産党」に改称。また「第一書記」が「書記長」に、「幹部会」が「政治局」に戻された。
- 軍・治安機関の発言力が強まり、反体制勢力や思想・文芸活動への締め付けも強まる。
- 最高指導者の親族をはじめとする、指導者層の縁故主義の横行[4]。
- 社会主義諸国間の関係にいては、各国の自主性に対してソ連の「指導性」がより強調される[5]。

## ソビエト連邦崩壊後の動向
ロシア連邦共産党のアリベルト・マカショフらはネオ・スターリニストとされている。全連邦共産党ボリシェビキほかいくつかの政党は、1999年の選挙にむけて「スターリン・ブロック―ソビエト連邦のために」を結成。スターリンの孫エフゲニー・ジュガシビリもメンバーに加わる。